# Colom Capibec
El colom Capibec és una raça pròpia de Catalunya.

## Origen
Aquesta raça va ésser creada cap al 1900 pel columbòfil català Salgot. Sembla que procedia de l'encreuament entre el colom de Vol Català i la Figureta. Aquesta darrera raça, encara que habitualment se la considera colom de fantasia, té bones aptituds de vol. El Capibec es va criar per la seua bellesa -tenia una gran finor i esveltesa, i una gran suavitat de plomatge- i també s'utilitzà per al vol.
El seu caràcter era summament dòcil i tranquil, però al mateix temps espavilat. Era bon volador i ho feia en estol.

## Petit i elegant
El colom capibec era un colom petit (170-230 g), elegant i de posat vertical. El cap era també petit i planer al capell, cosa que li donava un aspecte quadrat ("cap d'avellana"). El seu bec era curt, més curt que en el Vol Català, mai rabassut. Lleugerament inclinat cap avall, i de coloració segons el plomatge. Les carúncules nasals eren d'un color blanc purpuri. Els ulls se situaven a la part anterior lateral del cap. L'iris era de color blanc perla, amb una orla esquitxada de rogenc a la part exterior, ulls de peix. La nineta era marcadament petita. Els rivets oculars eren fins, llisos i d'un color clar.
El coll era llarg o mitjanament llarg i amb una ploma molt sedosa a la part de davant ("venera"o "rofil"). Era estret a la gola i bastant ample a la seua base. El pit era ample, prominent i arrodonit.
L'espatlla era ampla entre els braços i progressivament més estreta cap a la cua. Mantenia una inclinació respecte de l'horitzontal d'uns 45°. Les ales eren mitjanament llargues, proporcionades, ben aferrades al cos, descansant sobre la cua sense entrecreuar els seus extrems. La cua era estreta, d'un màxim de ploma i mitja d'ample. Les potes eren una mica més curtes que en el colom de Vol Català, però no li restaven esveltesa. Les canyes estaven netes de plomes i eren de color vermell llustrós. Tenia una tendència, heretada de la Figuereta, de parrupar enfilada sobre els dits davanters.

## Menys fort que el Vol Català
El Capibec no presentava la mateixa amplitud de vol que el colom de Vol Català: el tenia menys fort i feia girs i tombs més suaus, però mostrava un sentit de l'orientació més elevat.

## Llisos, enters, nevat, suau
En la raça es podien trobar, principalment, animals "llisos" o "enters" i "cues blanques" (que eren els més típics), "ales blanques" o el "cap de frare". El plomatge més corrent entre els llisos era el blau barrat, el blau escatat o "nevat", el "suau", el negre, el roig i el groc.